# ARKive
ARKive és una col·lecció de pel·lícules, fotografies i fitxers d'àudio sobre espècies. El projecte va començar el 2003 per David Attenborough.